# Sky: Children of the Light
Sky: Children of the Light (укр. Небо: Діти світла; кит.: Sky光·遇) — пригодницька інді-відеогра з відкритим світом розроблена американською компанією Thatgamecompany. Гра вийшла на IOS 18 липня 2019 року, на Android 7 квітня 2020 року і на Nintendo Switch 29 червня 2021 року. Бета-версія була доступна ще до випуску, і нині гравці використовують її для надання відгуків до початку сезону або зміни основної гри.

## Ігровий процес
Гравці досліджують колись процвітаюче королівство з допомогою накидки, що дає змогу літати. Всього в грі є 7 особливих королівств з власною історією та різними локаціями. Також є невеличкий острів, що називається Дім (англ. Home) — світовий центр і місце, з якого починається гра. Мандруючи світом, гравці зустрічають привидів, які в обмін на ігрову валюту (свічки та серця) дають різні предмети, та «дітьми світла», які дають гравцям «крилате світло» (англ. winged light). Коли гравець зібрав достатньо «крилатого світла», рівень його накидки підвищується, збільшуючи її максимальну енергію і дозволяючи гравцеві летіти далі. Також можна зібрати багато предметів, зокрема накидки, маски, зачіски, капелюхи, штани, музичні інструменти, на яких можна грати, здібності тощо. Їх можна отримати за ігрову валюту або в деяких випадках придбати за реальні гроші. Деякі предмети, такі як оригінальна бета-накидка, доступні лише для вибраних гравців, у цьому випадку тих, хто грав у бета-версію до офіційного глобального релізу.
У Sky є кілька ігрових валют. «Свічки» є основною валютою і використовуються для обміну з духами та друзями в обмін на предмети та здібності. Свічки отримують, збираючи шматочки світла та їх кування або придбавши за реальні гроші. «Серця» — це соціальна валюта Sky, і вони отримуються, коли гравці отримують подарунки від інших гравців і духів, якщо подарувати їм 3 свічки. Серця в основному використовуються для покупки предметів у духів. «Вознесені свічки» (англ. Ascended candles) — це найрідкісніша валюта в грі, яка є винагородою за те, що гравці віддають своє крилате світло «полеглим» в кінці гри. Піднесені свічки обмінюються з духами на «баффи крил» (англ. wing buffs), які дають гравцям додаткове крилате світло, а також покращують дружбу та можливість купити різні заклинання.

## Сезони та події
У Sky є різні сезони, в яких додаються нові привиди зі своєю історією та різні локації. Сезони є абсолютно безкоштовними, але для розблокування деяких предметів від духів потрібен платний «Пропуск на пригоду» (англ. Adventure Pass). Сезони також мають унікальну валюту під назвою «сезонні свічки», яку можна використовувати для покупки сезонних товарів і конвертувати у звичайні свічки, коли сезон закінчується. Сезонні духи можуть повернутися як «мандрівні духи» в майбутньому, зазвичай на 3 дні, і гравці можуть віддавати свої свічки, щоб отримати сезонні предмети, хоча і за вищою ціною.
Всього в грі є 13 сезонів: Сезон Подяки (англ. Season of Gratitude), Сезон Шукачів світла (англ. Season of Lightseekers), Сезон Належності (англ. Season of Belonging), Сезон Ритму (англ. Season of Rhythm), Сезон Магії, Сезон Святилища (англ. Season of Sanctuary), Сезон Передбачень, Сезон Мрій, Сезон Асамблеї, Сезон Маленького Принца, Сезон Польотів, Сезон Безодні та Сезон Вистави.
Багато сезонів додають нові області та ігрові функції. Наприклад, Сезон Магії (англ. Season of Enchantment) додає магазин заклинань, Сезон Передбачень (англ. Season of Prophecy) додає нові випробування, Сезон Мрій (англ. Season of Dreams) додає село, нові траси та покращує попередні ігрові області, а Сезон Асамблеї (англ. Season of Assembly) додає функцію, в якій гравці можуть прикрашати власні кімнати. Сезон Маленького принца (англ. Season of the Little Prince) є переказом класичної дитячої книжки «Маленький принц», у якій гравці можуть взаємодіяти з героями книги, доданий на честь її 75-річчя. Сезон Польотів (англ. Season of Flight) додав нову сезонну зону над Прихованим Лісом (англ. Hidden Forest) під назвою Вітряні Стежки (англ. The Wind Paths), яка з'єднується з кожною сезонною зоною, яка була в грі до цього моменту. У Сезон Безодні (англ. Season of Abyss) додано функцію плавання та нову зону в Занепалому Королівстві (англ. Golden Wasteland). У новому сезоні, Сезоні Вистави (англ. Season of Performance), додано нове місце в Долині Тріумфу (англ. Valley of Triumph), яке має настроювану сцену, де гравці можуть налаштовувати фон, освітлення, ефекти тощо. Також додано нову функцію під назвою «спільні спогади».

## Музика
У Sky є оркестрова партитура, написана Вінсентом Діамантом, а деякі треки виконані Македонським симфонічним оркестром FAME. Аврора також надає вокал для вступних і кінцевих пісень гри. Випущено три томи альбомів саундтреків. Перший том охоплює більш впізнавану музику з базового циклу гри. Другий том містить переважно ембієнтну фонову музику, а третій включає різні твори, написані для сезонних подій.

## Благодійність
У 2020 році Thatgamecompany провела кілька ігрових заходів на підтримку благодійності. Спочатку була подія «Дні природи» (англ. Days of Nature), присвячена Дню Землі, під час якої була доступна унікальна покупка в додатку. Кошти від кожної покупки в програмі були використані для посадки одного дерева на покупку в партнерстві з благодійною організацією OneTreePlanted. Ця подія призвела до того, що в лісах Амазонії та Австралії постраждали 40 576 дерев. У квітні 2021 та 2022 років Sky провів другий, а третій заходи «Дні природи», використовуючи гру для підвищення обізнаності про забруднення океану пластиком.
У травні 2020 року компанія Thatgamecompany провела Подію «Дні зцілення» (англ. Days of Healing), щоб допомогти зібрати гроші для організації «Лікарі без кордонів», завдяки чому Thatgamecompany пожертвували 719 138 доларів США Кризовому фонду MSF COVID-19. Для цього заходу компанія Thatgamecompany також приєдналася до кампанії Всесвітньої організації охорони здоров'я #PlayApartTogether.
У червні 2020 року Sky провела свою першу подію «Дні веселки» (англ. Days of Rainbow), на якій були представлені кольорові райдужні предмети та заклинання, як спосіб відзначити місяць гордості. Друга подія «Дні веселки» наступного року зібрала кошти для проєкту «Тревор» та Глобального фонду для жінок, загалом гравці зібрали 794 420 доларів.

## Анімаційна адаптація
27 березня 2022 року під час AnimeJapan 2022 був анонсований анімаційний проект.